# Keep On Running
「Keep On Running」（キープ・オン・ランニング）は、菅田将暉 × OKAMOTO'Sの配信シングル。2020年8月7日にSony Music Labelsから配信リリースされた。

## 概要
- 菅田将暉は前作『サントラ』から約1ヶ月振り、OKAMOTO'Sは前作『ROCKY』から約3年10ヶ月振りのリリース。
- 表題曲「Keep On Running」は、菅田とOKAMOTO'Sのメンバー4人が出演する、トヨタ自動車『カローラツーリング』のCMソングである[3]。
- 本曲は、OKAMOTO'Sのグルーヴィな演奏に菅田のエモーショナルな歌声が乗る、さわやかで疾走感のあるロックナンバーとなっている[2]。
- 本曲のミュージック・ビデオが、配信日である2020年8月7日に公開された[3]。同MVの監督は、HIYADAM「Glow」やJP THE WAVY「Louis 8」のMVで知られるNasty Men$ahが担当し、LEDパネルの前でパフォーマンスする5人を、細かく刻まれたカット割りやさまざまなエフェクトで演出している[3]。

## 収録曲
1. Keep On Running
作詞・作曲：オカモトショウ、オカモトコウキ
編曲：OKAMOTO'S
  - トヨタ自動車『カローラツーリング』CMソング